# Đoàn Kết, Thanh Miện
Đoàn Kết là một xã nằm ở phía bắc huyện Thanh Miện, tỉnh Hải Dương, Việt Nam.
Xã Đoàn Kết có diện tích 7,63 km², dân số năm 2020 là 8700 người, mật độ dân số đạt 1140 người/km².
Đoàn Kết phía bắc giáp xã Tân Trào và Hồng Quang, phía đông giáp xã Lê Hồng, phía tây và nam giáp tỉnh Hưng Yên. Toàn xã có 5 thôn, theo thứ tự từ bắc xuống nam là Châu Quan, Thủ Pháp, Từ Xá, Bùi Xá, Tòng Hoá. Trụ sở các cơ quan hành chính đặt tại thôn Từ Xá.